# Clitoria flexuosa
Clitoria flexuosa är en ärtväxtart som beskrevs av Paul R. Fantz. Clitoria flexuosa ingår i släktet Clitoria, och familjen ärtväxter.

## Underarter
Arten delas in i följande underarter:
- C. f. brevibracteola
- C. f. flexuosa